# 2022-es brazil Formula–4-bajnokság
A 2022-es brazil Formula–4-bajnokság a sorozat első idénye volt. A bajnokság a Formula–4 szabályrendszerén alapult. A szezon április május 14-én kezdődött el az Autódromo Velo Città versenypályán és december 11-én ért véget az Autódromo José Carlos Pace helyszínen. A bajnoki címet Pedro Clerot szerezte meg.

## Csapatok és versenyzők
Az összes csapat brazil licencel indult. Sorsolással döntöttek arról, hogy a résztvevők melyik csapatnál versenyeztek.
| Csapat           | #   | Versenyző                | Forduló |
| ---------------- | --- | ------------------------ | ------- |
| KTF Sports       | 1   | Victor Backes            | 1–4     |
| KTF Sports       | 21  | Álvaro Cho               | 2–6     |
| KTF Sports       | 28  | Richard Annunziata       | összes  |
| KTF Sports       | 37  | Francisco Soldavini      | 6       |
| KTF Sports       | 990 | Luan Lopes               | összes  |
| Full Time Sports | 5   | Ricardo Gracia Filho     | összes  |
| Full Time Sports | 33  | Nelson Neto              | összes  |
| Full Time Sports | 41  | Fernando Barrichello     | összes  |
| Full Time Sports | 69  | Pedro Clerot             | összes  |
| TMG Racing       | 9   | Lucca Zucchini           | összes  |
| TMG Racing       | 11  | Lucas Staico             | összes  |
| TMG Racing       | 16  | Aurelia Nobels           | 1–4     |
| TMG Racing       | 88  | Arthur Pavie             | 5       |
| TMG Racing       | 99  | Nicholas Monteiro        | összes  |
| Cavaleiro Sports | 24  | Felipe Barrichello Bartz | összes  |
| Cavaleiro Sports | 29  | João Tesser              | összes  |
| Cavaleiro Sports | 30  | Vinícius Tessaro         | összes  |
| Cavaleiro Sports | 31  | Nicolas Giaffone         | összes  |

## Versenynaptár
| Verseny | Verseny | Pálya                                         | Pályarajz     | Dátum         |
| ------- | ------- | --------------------------------------------- | ------------- | ------------- |
| 1       | 1       | Autódromo Velo Città, Mogi Guaçu              |               | május 14.     |
| 1       | 2       | Autódromo Velo Città, Mogi Guaçu              |               | május 14.     |
| 1       | 3       | Autódromo Velo Città, Mogi Guaçu              | május 15.     |               |
| 2       | 4       | Autódromo José Carlos Pace, São Paulo         |               | július 30.    |
| 2       | 5       | Autódromo José Carlos Pace, São Paulo         |               | július 30.    |
| 2       | 6       | Autódromo José Carlos Pace, São Paulo         | július 31.    |               |
| 3       | 7       | Autódromo José Carlos Pace, São Paulo         | augusztus 6.  |               |
| 3       | 8       | Autódromo José Carlos Pace, São Paulo         | augusztus 6.  |               |
| 3       | 9       | Autódromo José Carlos Pace, São Paulo         | augusztus 7.  |               |
| 4       | 10      | Autódromo Velo Città, Mogi Guaçu              |               | szeptember 3. |
| 4       | 11      | Autódromo Velo Città, Mogi Guaçu              |               | szeptember 3. |
| 4       | 12      | Autódromo Velo Città, Mogi Guaçu              | szeptember 4. |               |
| 5       | 13      | Autódromo Internacional Ayrton Senna, Goiânia |               | november 5.   |
| 5       | 14      | Autódromo Internacional Ayrton Senna, Goiânia |               | november 5.   |
| 5       | 15      | Autódromo Internacional Ayrton Senna, Goiânia | november 6.   |               |
| 6       | 16      | Autódromo José Carlos Pace, São Paulo         |               | december 10.  |
| 6       | 17      | Autódromo José Carlos Pace, São Paulo         |               | december 10.  |
| 6       | 18      | Autódromo José Carlos Pace, São Paulo         | december 11.  |               |

## Eredmények

### Összefoglaló
| Forduló | Forduló | Helyszín                             | Pole-pozíció             | Leggyorsabb kör          | Győztes                  | Győztes          | Listavezető  | Előny |
| Forduló | Forduló | Helyszín                             | Pole-pozíció             | Leggyorsabb kör          | versenyző                | csapat           | Listavezető  | Előny |
| ------- | ------- | ------------------------------------ | ------------------------ | ------------------------ | ------------------------ | ---------------- | ------------ | ----- |
| 1       | V1      | Autódromo Velo Città                 | Pedro Clerot             | Pedro Clerot             | Pedro Clerot             | Full Time Sports | Pedro Clerot | 22    |
| 1       | V2      | Autódromo Velo Città                 |                          | Ricardo Gracia Filho     | Ricardo Gracia Filho     | Full Time Sports | Pedro Clerot | 22    |
| 1       | V3      | Autódromo Velo Città                 | Lucas Staico             | Pedro Clerot             | Pedro Clerot             | Full Time Sports | Pedro Clerot | 22    |
| 2       | V1      | Autódromo José Carlos Pace           | Pedro Clerot             | Pedro Clerot             | Pedro Clerot             | Full Time Sports | Pedro Clerot | 64    |
| 2       | V2      | Autódromo José Carlos Pace           |                          | Luan Lopes               | Nicolas Giaffone         | Cavaleiro Sports | Pedro Clerot | 64    |
| 2       | V3      | Autódromo José Carlos Pace           | Pedro Clerot             | Pedro Clerot             | Pedro Clerot             | Full Time Sports | Pedro Clerot | 64    |
| 3       | V1      | Autódromo José Carlos Pace           | Pedro Clerot             | Pedro Clerot[a]          | Pedro Clerot             | Full Time Sports | Pedro Clerot | 78    |
| 3       | V2      | Autódromo José Carlos Pace           |                          | Fernando Barrichello     | Fernando Barrichello     | Full Time Sports | Pedro Clerot | 78    |
| 3       | V3      | Autódromo José Carlos Pace           | Nicholas Monteiro        | Lucas Staico             | Lucas Staico             | TMG Racing       | Pedro Clerot | 78    |
| 4       | V1      | Autódromo Velo Città                 | Lucas Staico             | Pedro Clerot             | Pedro Clerot             | Full Time Sports | Pedro Clerot | 77    |
| 4       | V2      | Autódromo Velo Città                 |                          | Nicolas Giaffone         | Nicolas Giaffone         | Cavaleiro Sports | Pedro Clerot | 77    |
| 4       | V3      | Autódromo Velo Città                 | Lucas Staico             | Pedro Clerot             | Lucas Staico             | TMG Racing       | Pedro Clerot | 77    |
| 5       | V1      | Autódromo Internacional Ayrton Senna | Felipe Barrichello Bartz | Felipe Barrichello Bartz | Felipe Barrichello Bartz | Cavaleiro Sports | Pedro Clerot | 105   |
| 5       | R2      | Autódromo Internacional Ayrton Senna |                          | Álvaro Cho               | Nicolas Giaffone         | Cavaleiro Sports | Pedro Clerot | 105   |
| 5       | V3      | Autódromo Internacional Ayrton Senna | Felipe Barrichello Bartz | Felipe Barrichello Bartz | Pedro Clerot             | Full Time Sports | Pedro Clerot | 105   |
| 6       | V1      | Autódromo José Carlos Pace           | Lucas Staico             | Felipe Barrichello Bartz | Felipe Barrichello Bartz | Cavaleiro Sports | Pedro Clerot | 63    |
| 6       | V2      | Autódromo José Carlos Pace           |                          | Lucas Staico             | Fernando Barrichello     | Full Time Sports | Pedro Clerot | 63    |
| 6       | V3      | Autódromo José Carlos Pace           | Lucas Staico             | Luan Lopes               | Lucas Staico             | TMG Racing       | Pedro Clerot | 63    |

Megjegyzés:
- ↑ a:  Eredetileg Giaffone szerezte meg a leggyorsabb kört, azonban utólag kizárták a versenyből.

Pontrendszer
Az első tizenöt futam alatt megszerzett két legrosszabb eredmény nem számított bele a végeredménybe.
| Helyezés          | 1. | 2. | 3. | 4. | 5. | 6. | 7. | 8. | 9. | 10. | LK |
| ----------------- | -- | -- | -- | -- | -- | -- | -- | -- | -- | --- | -- |
| időmérő edzés     | 2  | –  | –  | –  | –  | –  | –  | –  | –  | –   | –  |
| 25 perces verseny | 25 | 18 | 15 | 12 | 10 | 8  | 6  | 4  | 2  | 1   | 1  |
| 18 perces verseny | 15 | 12 | 10 | 8  | 6  | 4  | 2  | 1  | –  | –   | 1  |

### Versenyzők
( Félkövér: pole-pozíció, dőlt: leggyorsabb kör, a színkódokról részletes információ itt található)
| Helyezés | Versenyző                | MOG1 | MOG1 | MOG1 | INT1 | INT1 | INT1 | INT2 | INT2 | INT2 | MOG2 | MOG2 | MOG2 | GYN | GYN | GYN | INT3 | INT3 | INT3 | Pont |
| -------- | ------------------------ | ---- | ---- | ---- | ---- | ---- | ---- | ---- | ---- | ---- | ---- | ---- | ---- | --- | --- | --- | ---- | ---- | ---- | ---- |
| 1.       | Pedro Clerot             | 1    | 4    | 1    | 1    | 2    | 1    | 1    | 4    | 2    | 1    | 8    | 2    | 2   | 9   | 1   | Ki   | 11   | 5    | 276  |
| 2.       | Lucas Staico             | Ki   | 5    | 2    | 2    | 6    | 3    | 4    | 15   | 1    | 2    | 7    | 1    | 3   | Ki  | Ki  | 4    | 3    | 1    | 213  |
| 3.       | Vinícius Tessaro         | 11   | 11   | 13   | 5    | 3    | 2    | 2    | 5    | 4    | 5    | 5    | 3    | 13† | 3   | 2   | 2    | Ki   | 4    | 163  |
| 4.       | Felipe Barrichello Bartz | 8    | 2    | 7    | Ki   | 10   | 8    | 11   | 8    | 8    | 7    | 2    | 10   | 1   | 4   | 10  | 1    | 5    | 3    | 135  |
| 5.       | Nicolas Giaffone         | 3    | 7    | 10   | 3    | 1    | 10   | Kiz  | 6    | 5    | 8    | 1    | Ki   | 5   | 1   | 9   | 6    | 2    | Ki   | 129  |
| 6.       | Luan Lopes               | 10   | 6    | 15   | 4    | 8    | 6    | 12   | 9    | 6    | 3    | 6    | 4    | 6   | 2   | 7   | 3    | 12   | 2    | 126  |
| 7.       | Fernando Barrichello     | 4    | 3    | 14†  | 12   | 9    | 7    | 7    | 1    | 7    | 6    | 3    | 6    | 4   | 5   | 13  | 8    | 1    | 8    | 123  |
| 8.       | Nicholas Monteiro        | 2    | 9    | 4    | 11   | 14   | 11   | 3    | 3    | 3    | 12   | 14   | 11   | 12  | 12  | 5   | 7    | 6    | 6    | 100  |
| 9.       | Ricardo Gracia Filho     | 7    | 1    | 3    | 10   | 11   | 5    | 8    | Hn   | 11   | 4    | 4    | 5    | 10  | 11  | 4   | Ki   | Vi   | Vi   | 95   |
| 10.      | Nelson Neto              | Ki   | 13   | 6    | 6    | 4    | 12   | 9    | 7    | 9    | Ki   | 10   | 9    | 11  | 10  | 14  | 5    | 4    | 7    | 56   |
| 11.      | Richard Annunziata       | 6    | 14   | 11   | Kiz  | 13   | 4    | 6    | 14   | Ki   | 10   | 9    | 7    | 7   | 6   | 6   | 9    | 10   | Kiz  | 55   |
| 12.      | Álvaro Cho               |      |      |      | Ki   | 7    | 13   | 5    | 2    | 13†  | Ki   | 16†  | 14   | Ki  | 8   | 3   | Ki   | 8    | 10   | 43   |
| 13.      | Lucca Zucchini           | 12   | 12   | 5    | 9    | 12   | 9    | 14   | 11   | 10   | 13   | 15   | Ki   | 8   | 7   | 12  | 12   | 7    | 9    | 25   |
| 14.      | João Tesser              | 9    | 10   | 8    | 8    | 5    | 14   | Ki   | 13   | Ki   | 11   | 11   | 13   | Kiz | 13  | 8   | 11   | 9    | 11   | 20   |
| 15.      | Victor Backes            | 5    | 8    | 9    | 7    | 16   | 15   | 13   | 12   | Ki   | Ki   | 13   | 12   |     |     |     |      |      |      | 19   |
| 16.      | Aurelia Nobels           | Ki   | 15†  | 12   | 13   | 15   | 16   | 10   | 10   | 12   | 9    | 12   | 8    |     |     |     |      |      |      | 7    |
| 17.      | Arthur Pavie             |      |      |      |      |      |      |      |      |      |      |      |      | 9   | 14  | 11  |      |      |      | 2    |
| 18.      | Francisco Soldavini      |      |      |      |      |      |      |      |      |      |      |      |      |     |     |     | 10   | Ki   | Ni   | 1    |
| Helyezés | Versenyző                | MOG1 | MOG1 | MOG1 | INT1 | INT1 | INT1 | INT2 | INT2 | INT2 | MOG2 | MOG2 | MOG2 | GYN | GYN | GYN | INT3 | INT3 | INT3 | Pont |

### Csapatok
Egy csapat számára legfeljebb 2 versenyző szerezhetett pontot.
| Helyezés | Csapat           | MOG1 | MOG1 | MOG1 | INT1 | INT1 | INT1 | INT2 | INT2 | INT2 | MOG2 | MOG2 | MOG2 | GYN | GYN | GYN | INT3 | INT3 | INT3 | Pont |
| -------- | ---------------- | ---- | ---- | ---- | ---- | ---- | ---- | ---- | ---- | ---- | ---- | ---- | ---- | --- | --- | --- | ---- | ---- | ---- | ---- |
| 1.       | Full Time Sports | 1    | 1    | 1    | 1    | 2    | 1    | 1    | 1    | 2    | 1    | 3    | 2    | 2   | 5   | 1   | 5    | 1    | 5    | 488  |
| 1.       | Full Time Sports | 4    | 3    | 3    | 6    | 4    | 5    | 7    | 4    | 7    | 4    | 4    | 5    | 4   | 9   | 4   | 8    | 4    | 7    | 488  |
| 2.       | Cavaleiro Sports | 3    | 2    | 7    | 3    | 1    | 2    | 2    | 5    | 4    | 5    | 1    | 3    | 1   | 1   | 2   | 1    | 2    | 3    | 400  |
| 2.       | Cavaleiro Sports | 8    | 7    | 8    | 5    | 3    | 8    | 11   | 6    | 5    | 7    | 2    | 10   | 5   | 3   | 8   | 2    | 5    | 4    | 400  |
| 3.       | TMG Racing       | 2    | 5    | 2    | 2    | 6    | 3    | 3    | 3    | 1    | 2    | 7    | 1    | 3   | 7   | 5   | 4    | 3    | 1    | 329  |
| 3.       | TMG Racing       | 12   | 9    | 4    | 9    | 12   | 9    | 4    | 10   | 3    | 9    | 12   | 8    | 8   | 12  | 11  | 7    | 6    | 6    | 329  |
| 4.       | KTF Sports       | 5    | 6    | 9    | 4    | 7    | 4    | 5    | 2    | 6    | 3    | 6    | 4    | 6   | 2   | 3   | 3    | 8    | 2    | 235  |
| 4.       | KTF Sports       | 6    | 8    | 11   | 7    | 8    | 6    | 6    | 9    | 13†  | 10   | 9    | 7    | 7   | 6   | 6   | 9    | 10   | 10   | 235  |
| Helyezés | Csapat           | MOG1 | MOG1 | MOG1 | INT1 | INT1 | INT1 | INT2 | INT2 | INT2 | MOG2 | MOG2 | MOG2 | GYN | GYN | GYN | INT3 | INT3 | INT3 | Pont |